# Quốc lộ 43 (Ba Lan)

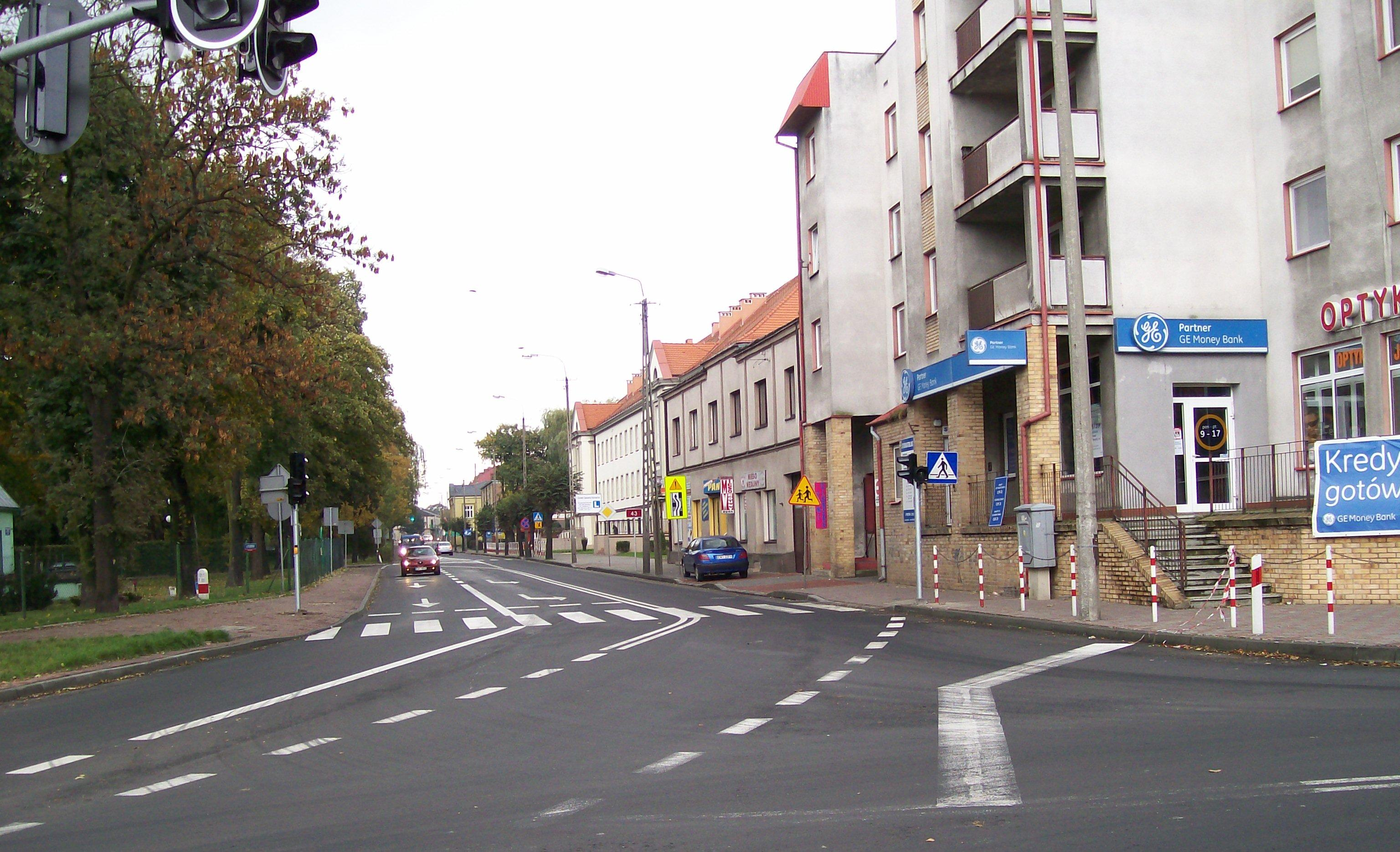
Quốc lộ 43 tại Wieluń

Quốc lộ 43 là quốc lộ ở Ba Lan. Nó chạy qua Lódź, Opole và Silesian, và là 75,5 km theo chiều dài. Đường cao tốc kết nối Wieluń với Częstochowa. Con đường chạy song song với quốc lộ 42 giữa Rudniki và Jaworzno trong khoảng 4 km, và trùng một đoạn ngắn với quốc lộ 46 ở Częstochowa.

## Tình trạng hiện tại
Chất lượng đoạn đường từ nút giao ở Jaworzno đến biên giới với Silesian voivodeship ở Julianpol là tồi tệ nhất trong Opole Voivodeship. Đoạn đường này được tu sửa vào năm 2011. Chi nhánh GDDKiA tại Katowice có kế hoạch cải tạo con đường giữa Kłobuck và Krzepice, giữa Opatów & Waleńczów - thành các cung đường có các đặc tính như: làn đường dành cho xe đạp và người đi bộ, làn đường riêng biệt để rẽ trái.
Chi nhánh của GDDKiA ở Łódź lên kế hoạch tu sửa con đường trong Lodz Voivodeship. Đoạn này bao gồm các đường phố của Wieluń và một đoạn của Phố Piłsudski. Vì mục đích này, hai đoạn đường này đã tuyên bố đấu thầu hồ sơ xây dựng. Các cuộc đấu thầu được diễn ra thuận lợi, và do đó nó chỉ được quyết định khi đổi mới phần đường này. Việc tu sửa những phần đường được tiến hành vào tháng 8 năm 2009.

## Các thị trấn lớn nằm trên tuyến đường 43
- Wieluń (đường số 45) - Đường tránh NS (theo kế hoạch)
- Rudniki (đường số 42)
- Krzepice - đường tránh (đường bộ)
- Kłobuck - đường tránh (đường bộ) (theo kế hoạch)
- Częstochowa (tuyến đường số 1, đường số 46)